# President del Senegal
Aquesta és la llista dels presidents del Senegal de 1960 fins a l'actualitat.
| #                     | Nom                   | Començament del mandat | Fi del mandat          | Partit                                                                   |
| --------------------- | --------------------- | ---------------------- | ---------------------- | ------------------------------------------------------------------------ |
| Léopold Sédar Senghor | Léopold Sédar Senghor | 6 de setembre de 1960  | 31 de desembre de 1980 | Partit Socialista de Senegal Abans del 1976 Unió Progressiva del Senegal |
| Abdou Diouf           | Abdou Diouf           | 1 de gener de 1981     | 1 d'abril de 2000      | Partit Socialista de Senegal                                             |
| Abdoulaye Wade        | Abdoulaye Wade        | 1 d'abril de 2000      | 2 d'abril de 2012      | Parti démocratique sénégalais - PDS                                      |
| Macky Sal             | Macky Sall            | 2 d'abril de 2012      | actualitat             | Alliance pour la république - APR                                        |